# Minoische Villa von Achladia

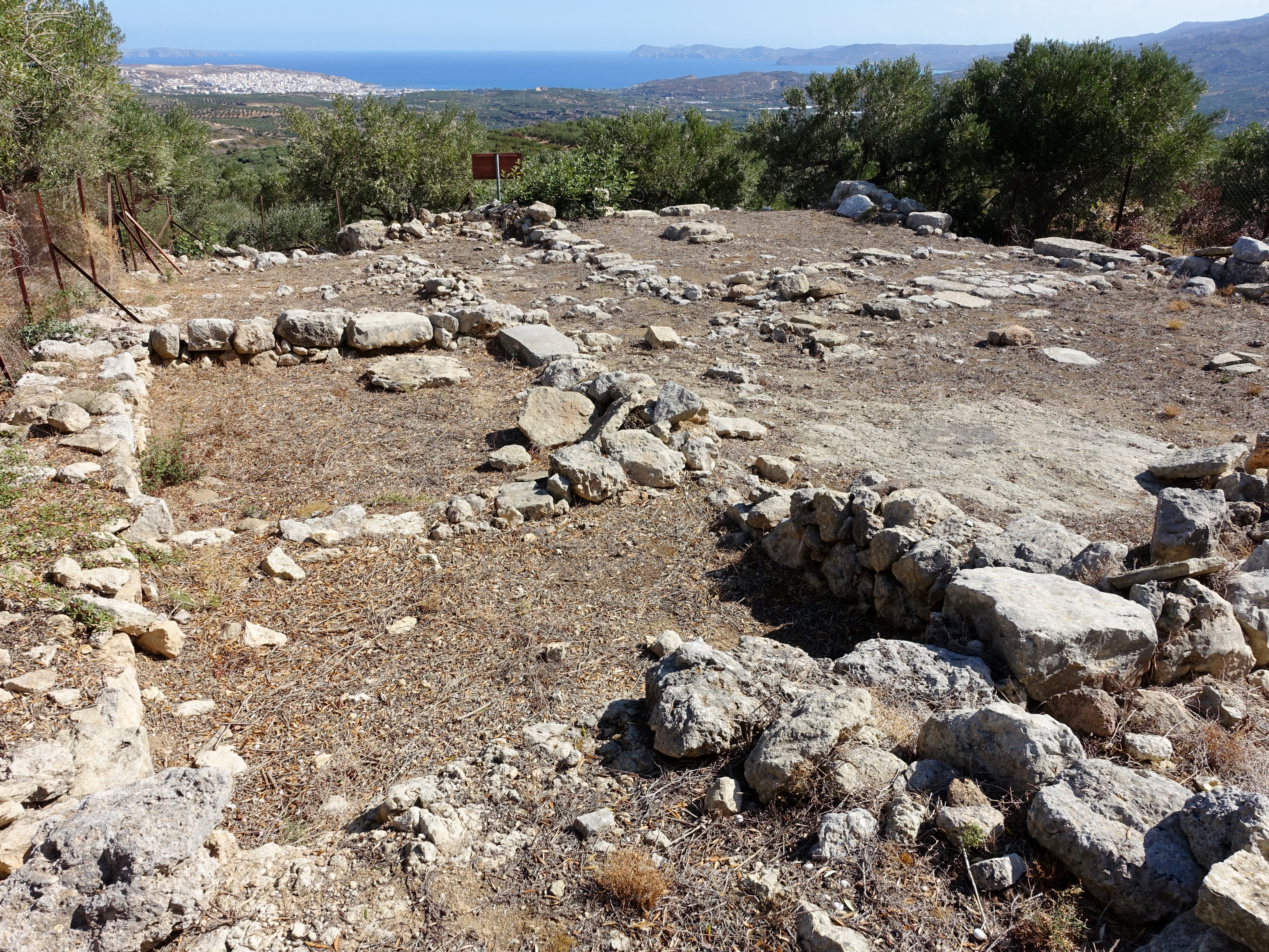
Ausgrabungsstätte der Minoischen Villa

Die Minoische Villa von Achladia (griechisch Μινωική έπαυλη Αχλαδίων Minoiki epavli Achladion) bezeichnet eine archäologische Ausgrabungsstätte im Osten der griechischen Insel Kreta. Sie befindet sich in der Gemeinde Sitia des Regionalbezirks Lasithi, etwa 1,5 Kilometer nordöstlich des Ortes Achladia (Αχλάδια). Der Gattungsbegriff „Minoische Villa“ umschreibt einen Gebäudetyp, der weitgehend auf die Neupalastzeit der minoischen Kultur beschränkt ist.

## Lage und Geschichte
Die „Minoische Villa“ von Achladia liegt auf etwa 225 Metern Höhe auf der kleinen Erhebung Riza (Ρίζα ‚Bergfuß‘) am Nordhang des 301 Meter hohen Kefala Platyskinou (Κεφάλα Πλατύσκινου). Ungefähr 210 Meter nördlich verläuft die Straße von Achladia nach Piskokefalo (Πισκοκέφαλο). Weiter westlich und nördlich der Ausgrabungsstätte liegt das Tal des Velira potamos (Βεληρά ποταμός), eines Baches, der über den Pedelis potamos (Πεντέλης ποταμός) bei Sitia in die Bucht von Sitia mündet. Die Bucht an der Nordküste Kretas am Ägäischen Meer ist von der „Minoischen Villa“ ungefähr 5,2 Kilometer Luftlinie entfernt.

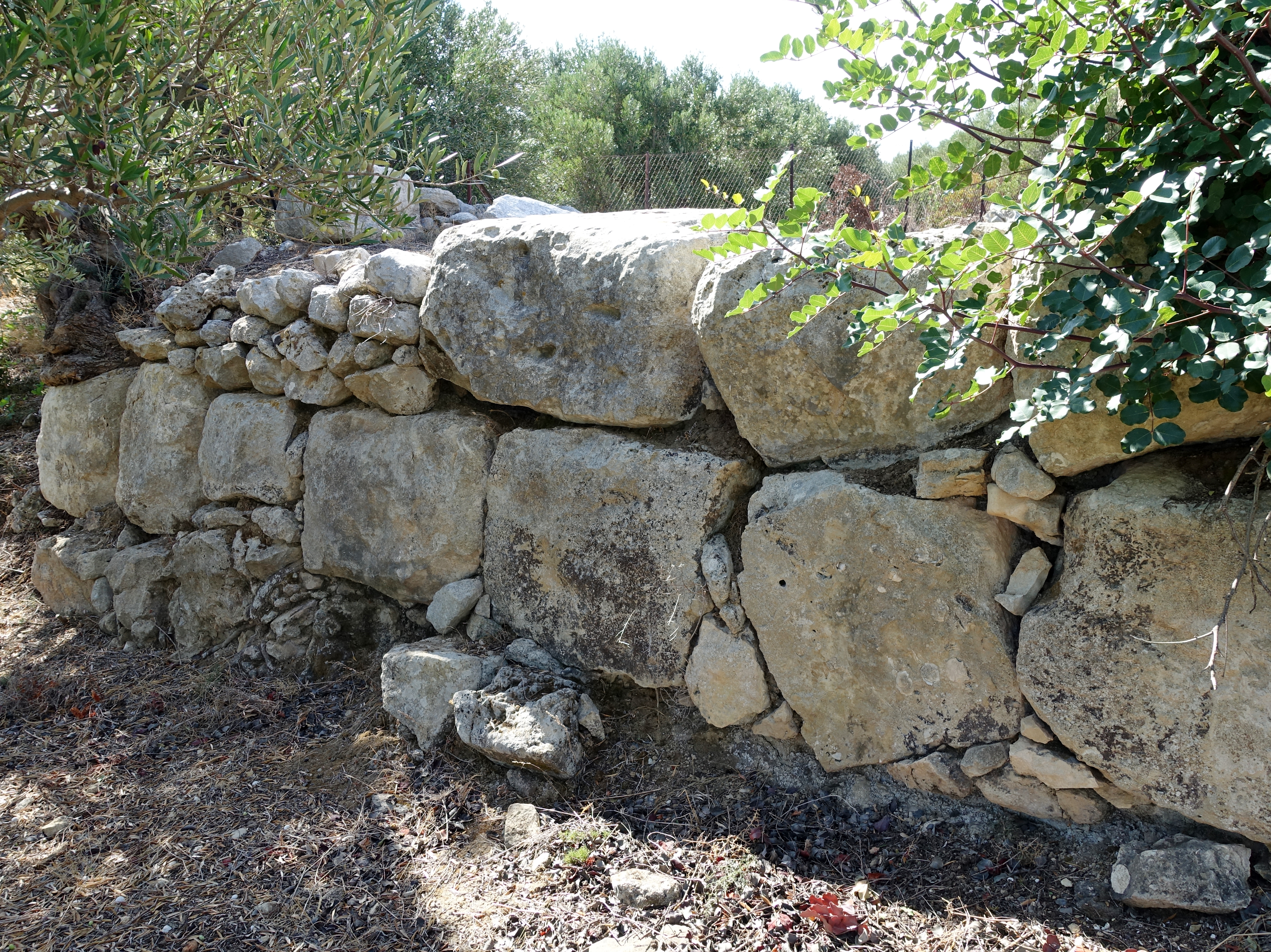
Nördliche Außenmauer

Die Gebäudereste auf dem Riza wurden 1939 von Nikolaos Platon entdeckt und im selben Jahr sowie 1952 und 1959 untersucht. Es handelte sich um zwei durch einen schmalen Gang getrennte Bauwerke, das vollständig ausgegrabene Haus A im Norden und das nur teilweise ausgegrabene Haus B im Süden. Der öffentliche Zugang zum über 270 m² großen Ausgrabungsgelände befindet sich im Nordwesten. Die Überreste der Gebäude sind durch Erdbeben, Baumwurzeln und landwirtschaftliche Tätigkeit in der Vergangenheit heute in einem schlechten Zustand. Der Bau der „Villa“ wurde vom Ausgräber Nikolaos Platon in die mittelminoische Phase MM III datiert, die Zerstörung in die spätminoische Zeit SM I A. Lefteris Platon schließt jedoch aus architektonischen Besonderheiten, wie der Existenz von Doppeltüren und Lichtschächten, auf eine mögliche Bauzeit in SM I A und eine sichere Zerstörung in SM I B.

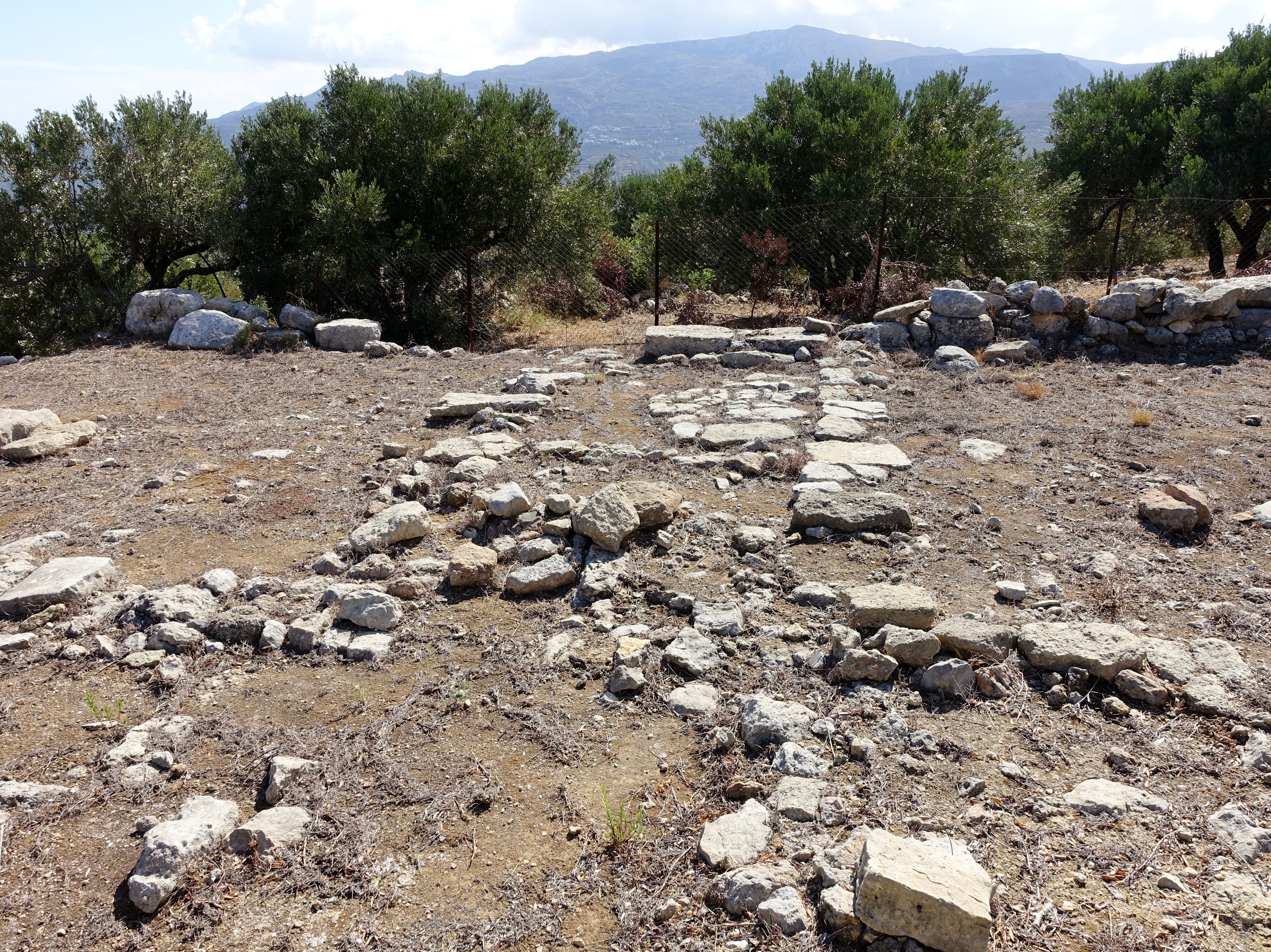
Östlicher Eingang zu Haus A

Die Außenmauern der Gebäude wurden aus großen Kalksteinblöcken errichtet. Das rechteckige, etwa 10 × 18 Meter große Haus A besaß 12 Räume auf einer Ebene. Für ein Obergeschoss gibt es keine Nachweise, jedoch wurde über zwei Treppenstandorte spekuliert, die zu einem Obergeschoss geführt haben könnten. Der Haupteingang befand sich in der Mitte der Ostseite des Hauses und führte in den Raum Alpha (Α), einen Korridor mit teilweise gepflastertem Boden. Ein weiterer Eingang lag an der nordwestlichen Gebäudeecke zu Raum Iota (Ι). Der Korridor hinter dem Haupteingang war vermutlich überdacht. Von ihm führte eine Tür rechts des Eingangs in den nördlichen Raum My (Μ) und eine Doppeltür an der Südseite in den Raum Beta (Β). Lefteris Platon nimmt eine weitere Doppeltür zu Raum My (Μ) an, die der Ausgräber Nikolaos Platon nicht erkannte, da sie möglicherweise nachträglich eingebaut oder zugemauert wurde.

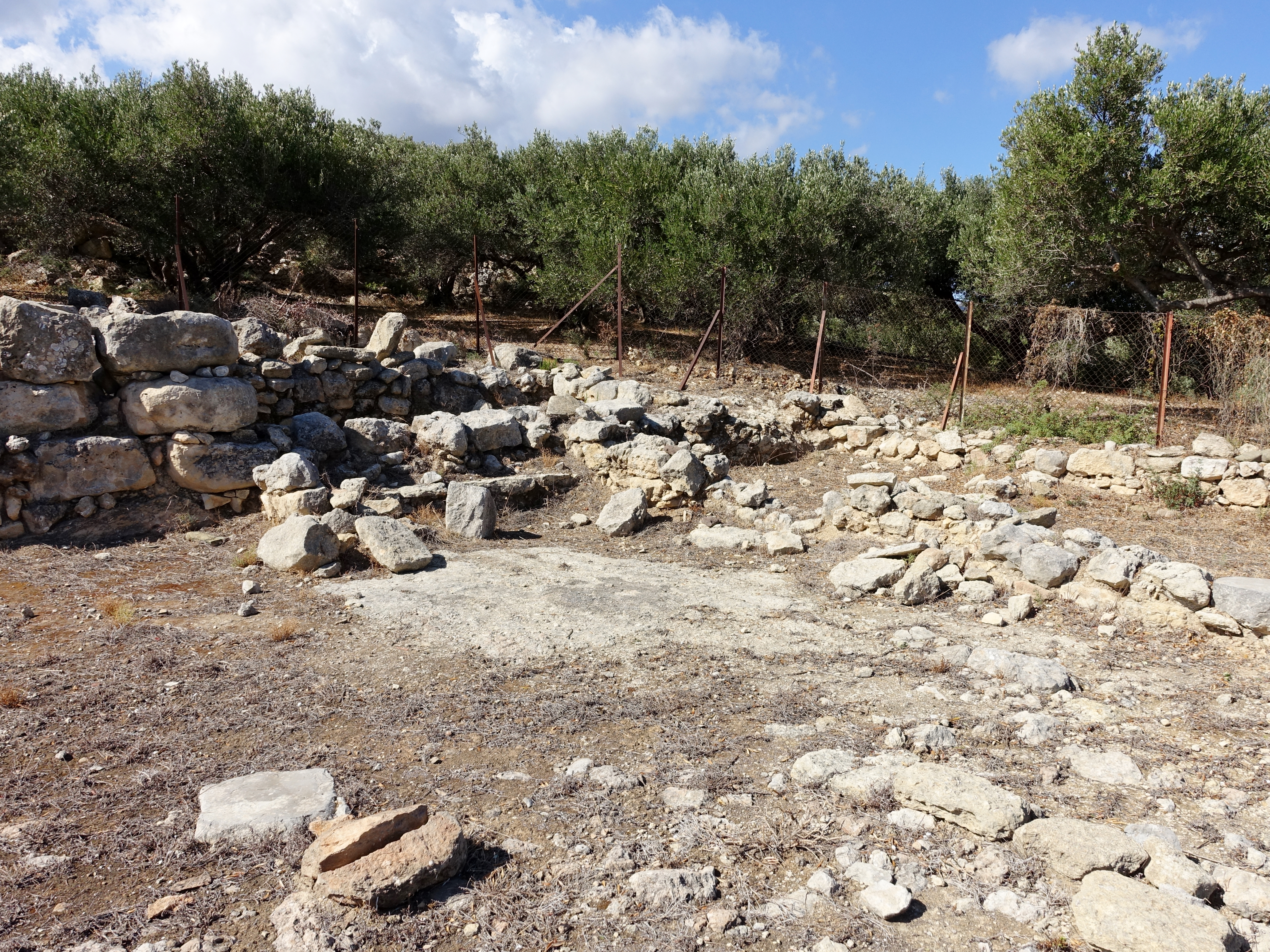
Räume Beta (Β) und Gamma (Γ)

Die annähernd quadratischen Räume My (Μ) und Beta (Β) an der Ostseite des Hauses A enthielten große Pithoi, Vorrats- und Kochgefäße sowie Steinwerkzeuge. In der Mitte des Raumes Beta (Β) sind drei Basen für Pfeiler oder Säulen in Nord-Süd-Ausrichtung in den Boden eingelassen und die Westwand besaß ein Polythyron zum benachbarten länglichen Raum Gamma (Γ). Letzterer hatte eine L-förmige Bank an seinem Südende, von der nur der Teil an der Südwand erhalten blieb. An der Nordseite des Raumes wird ein Lichtschacht vermutet. Den westlichen Bereich des Hauses A nahmen fünf aneinandergereihte Räume ein, und zwar von Nord nach Süd die Räume Iota (Ι), Theta (Θ), Eta (Η), Epsilon (Ε) und Delta (Δ). Die letzten beiden schlossen westlich an Raum Gamma (Γ) an und waren wohl Küchen oder Lagerräume. Raum Delta (Δ) enthielt Vasen und Raum Epsilon (Ε) etwa 100 Gefäße für den häuslichen Gebrauch. Die nördlichen drei der westlichen Räume sind zu schlecht erhalten, um Aussagen über ihre Funktion treffen zu können.
Haus B im Süden ist mit dem vollständig ausgegrabenen Haus A durch eine Mauer verbunden. Da es kleiner ist, wird es als Nebengebäude von Haus A angesehen. Ähnlich der 4,9 Kilometer südlich gelegenen „Villa“ von Agios Georgios war die von Achladia kein isoliertes Gebäude. Durch Nikolaos Platon wurden in unmittelbarer Nähe zwei weitere Gebäude teilweise freigelegt. Die Minoische Villa von Achladia scheint jedoch auf der Erhebung des Riza mit dem Blick über die Bucht von Sitia das dominierende Gebäude der Gegend gewesen zu sein. Das 900 Meter südlich gelegene Tholosgrab von Platyskinos stammt aus der späteren Epoche SM III, als die „Villa“ von Achladia seit spätestens SM I B bereits zerstört war.

Ausgrabungsstätte
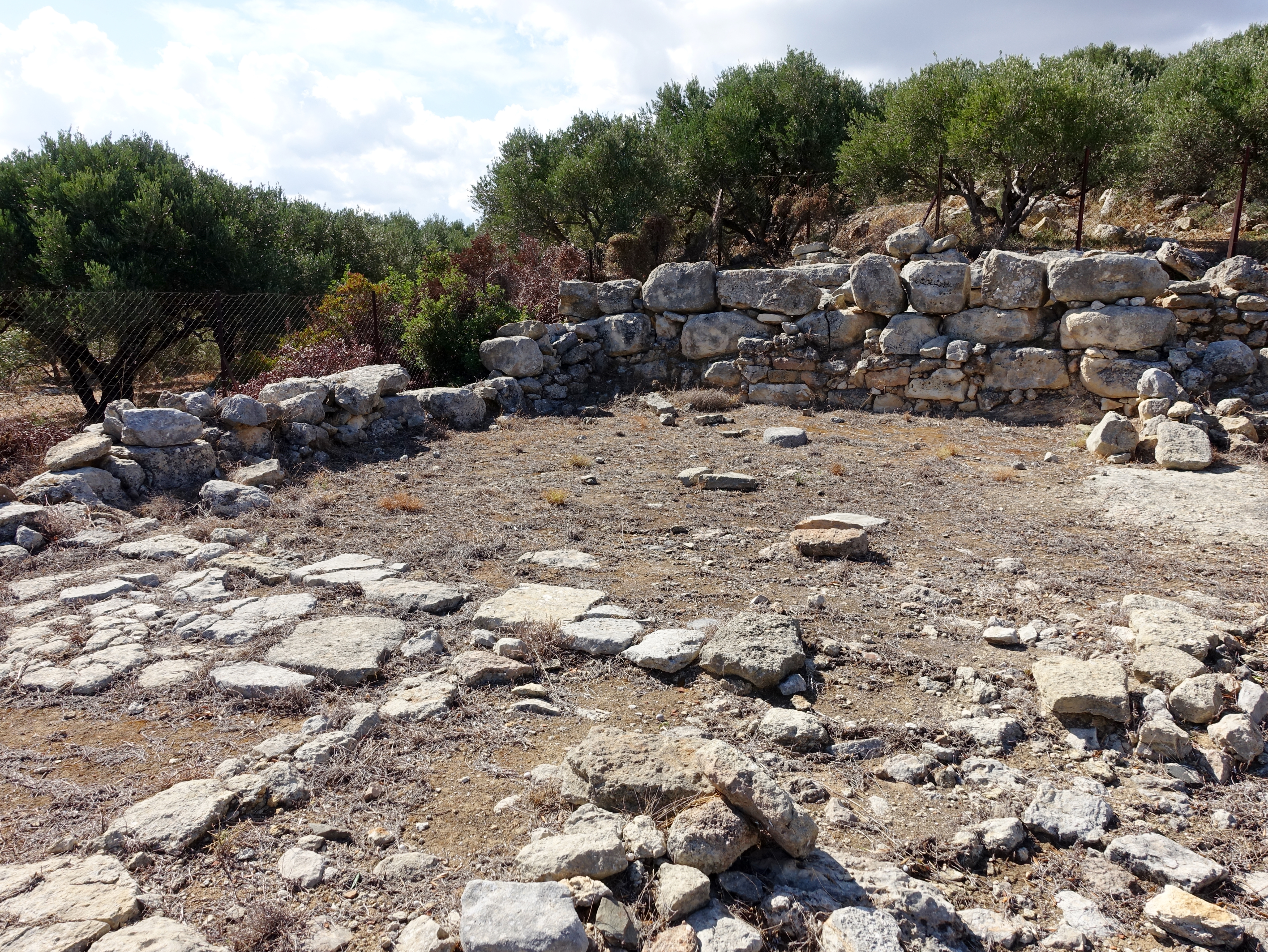
Raum Beta (Β) von Haus A
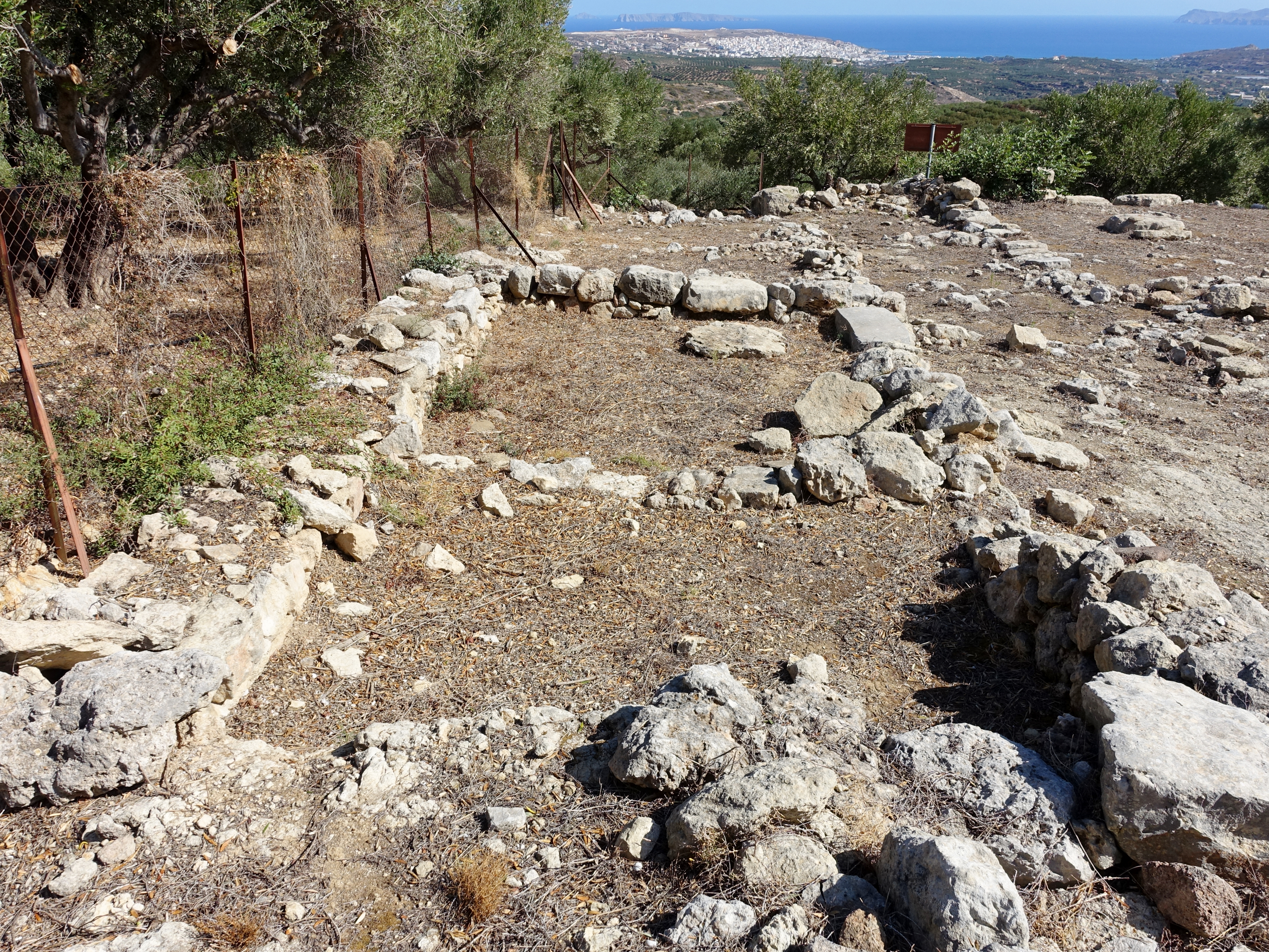
Räume Delta (Δ) und Epsilon (Ε)
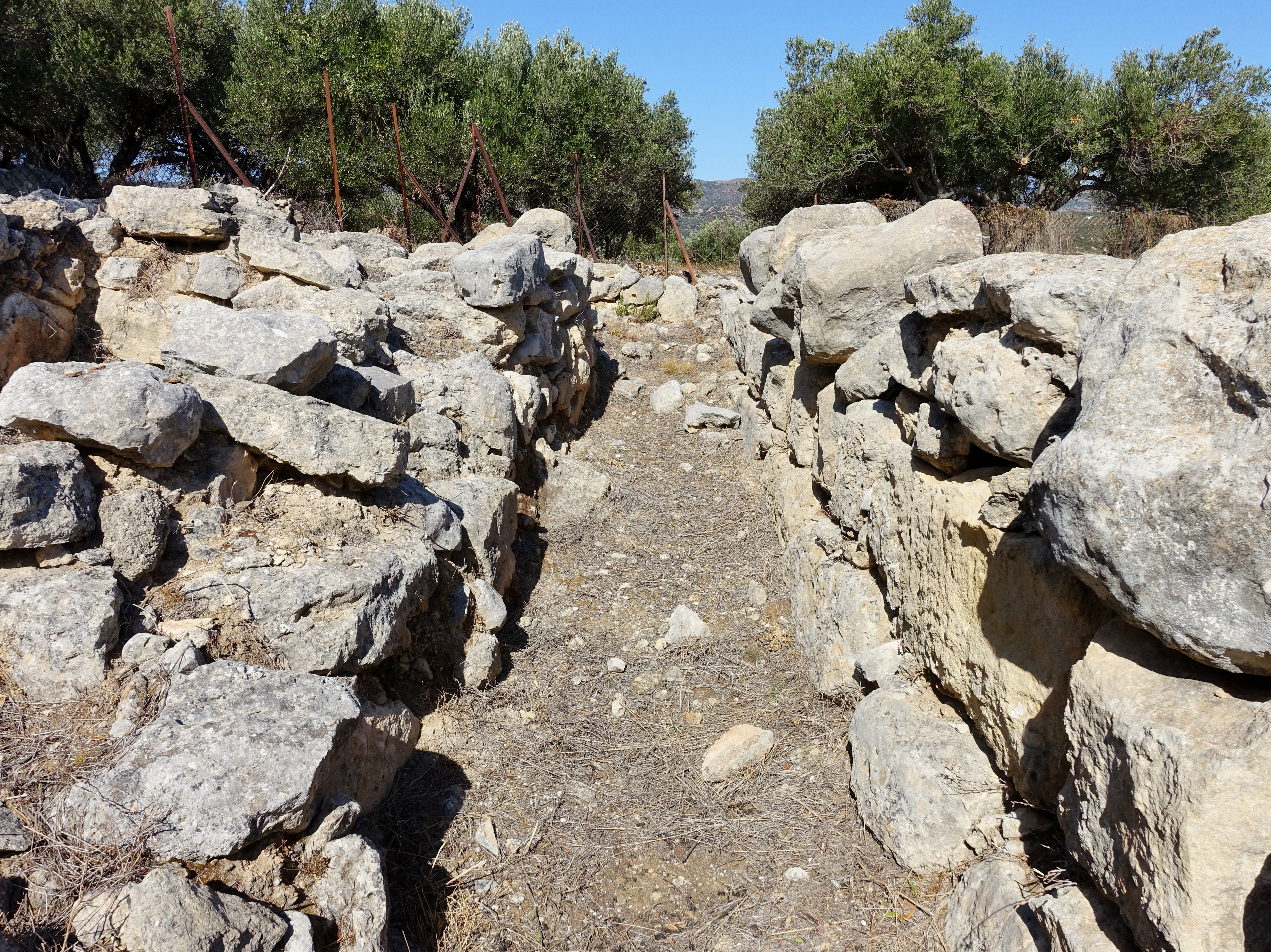
Gang zwischen Haus A und Haus B
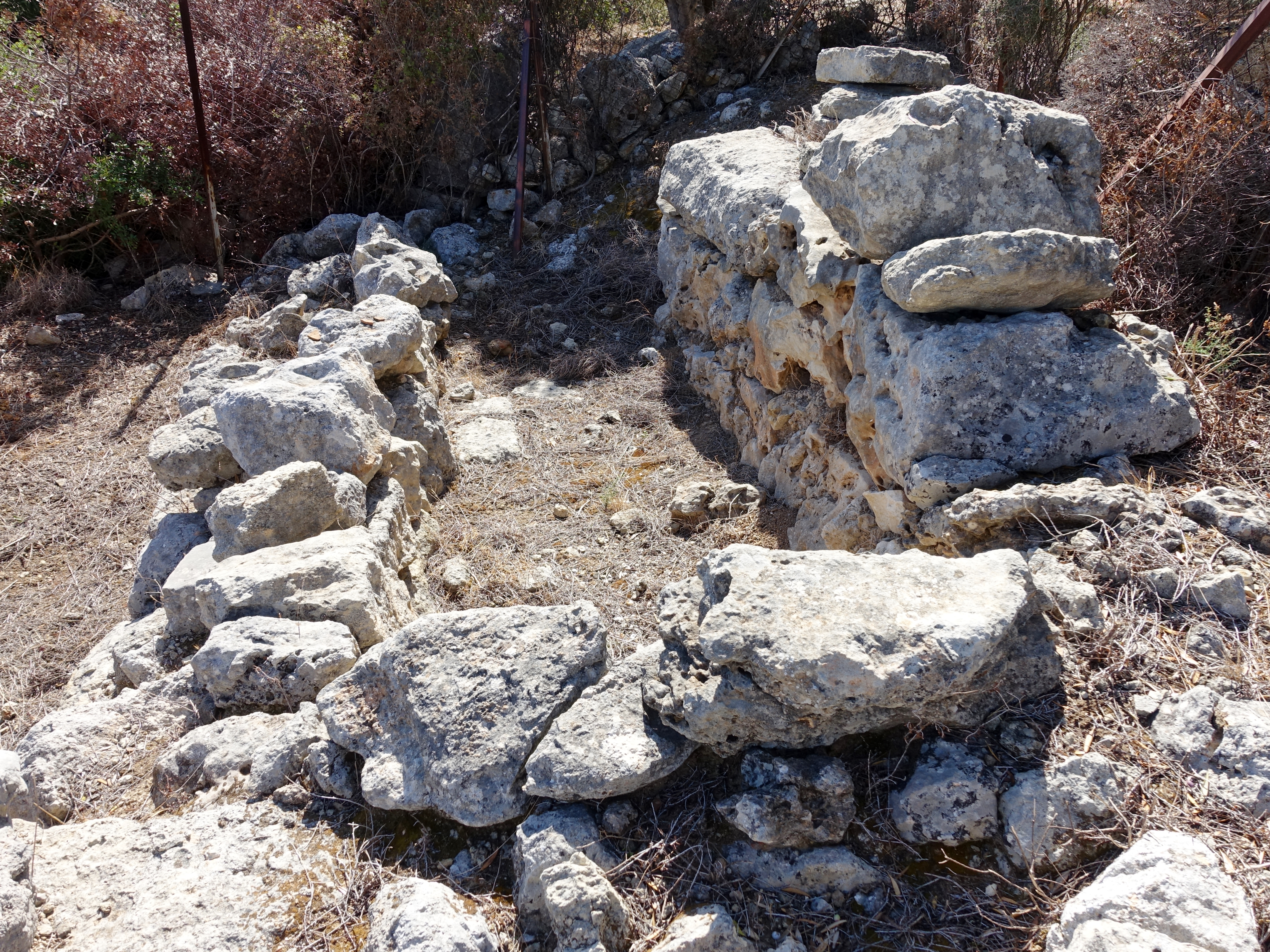
Nordostseite von Haus B